# Cabuta
Cabuta, também grafado como Kabuta, é uma vila e comuna angolana que se localiza na província de Cuanza Sul, pertencente ao município de Libolo.